# Amy Ried

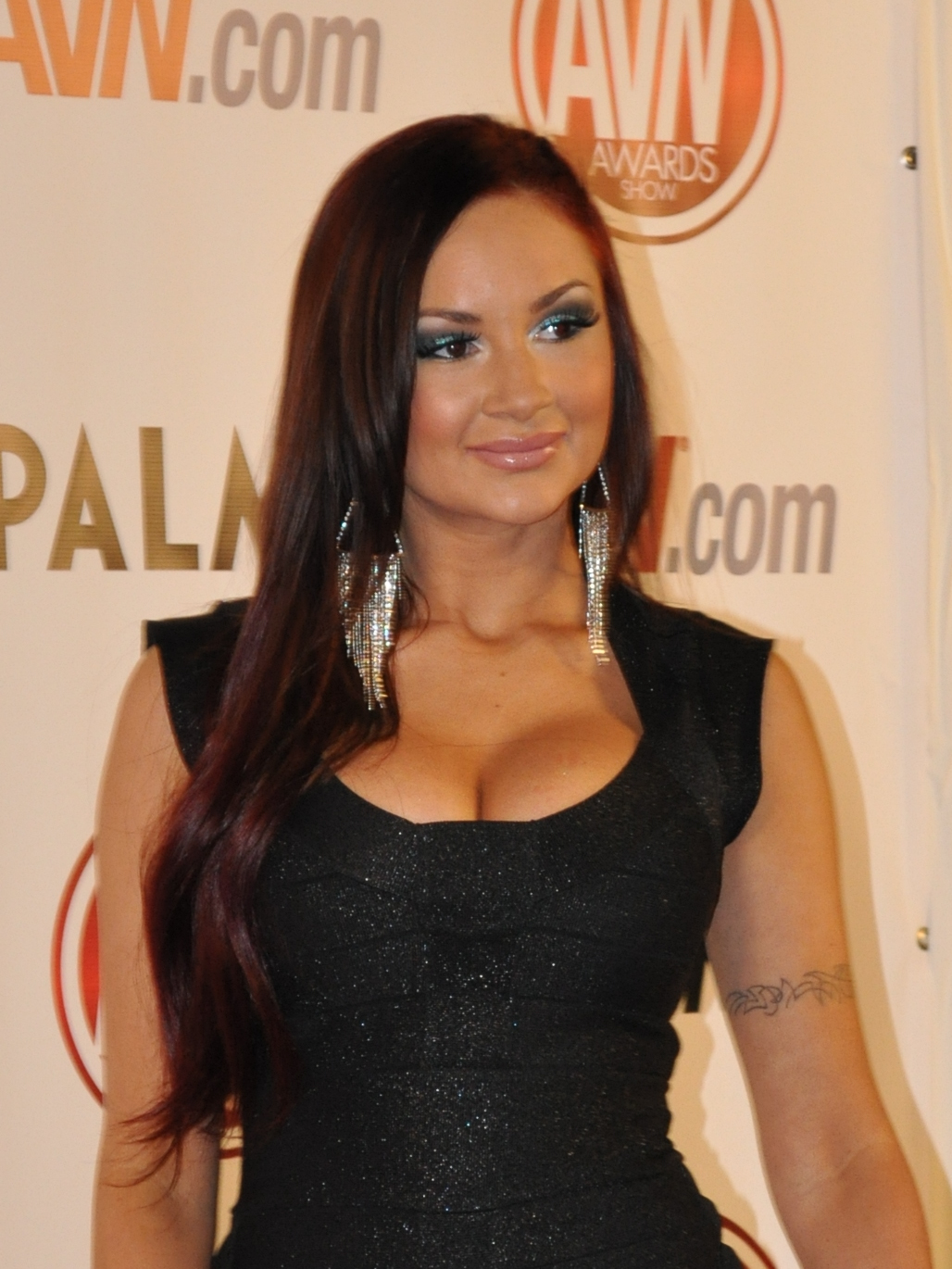
Amy Ried (2011)

Amy Ried (* 15. April 1985 in Frankfurt am Main; auch Amy Reid oder Devin Valencia) ist eine US-amerikanische ehemalige Pornodarstellerin.

## Leben & Karriere
Ried wurde 1985 in Frankfurt am Main geboren. Ihre Eltern waren als Militärangehörige zu diesem Zeitpunkt in Deutschland stationiert. Als ihre Eltern nach Kalifornien versetzt wurden, war Ried gerade ein Jahr alt. Nach Abschluss der High School studierte sie für zwei Jahre Maschinenbau an der California State Polytechnic University in Pomona.
Neben ihrer Karriere als Pornodarstellerin hatte Ried unter anderem auch als Fotomodell für die Magazine High Society, Club and Cheri gearbeitet.
Ried lebt in Los Angeles, Kalifornien.

## Filmografie (Auswahl)

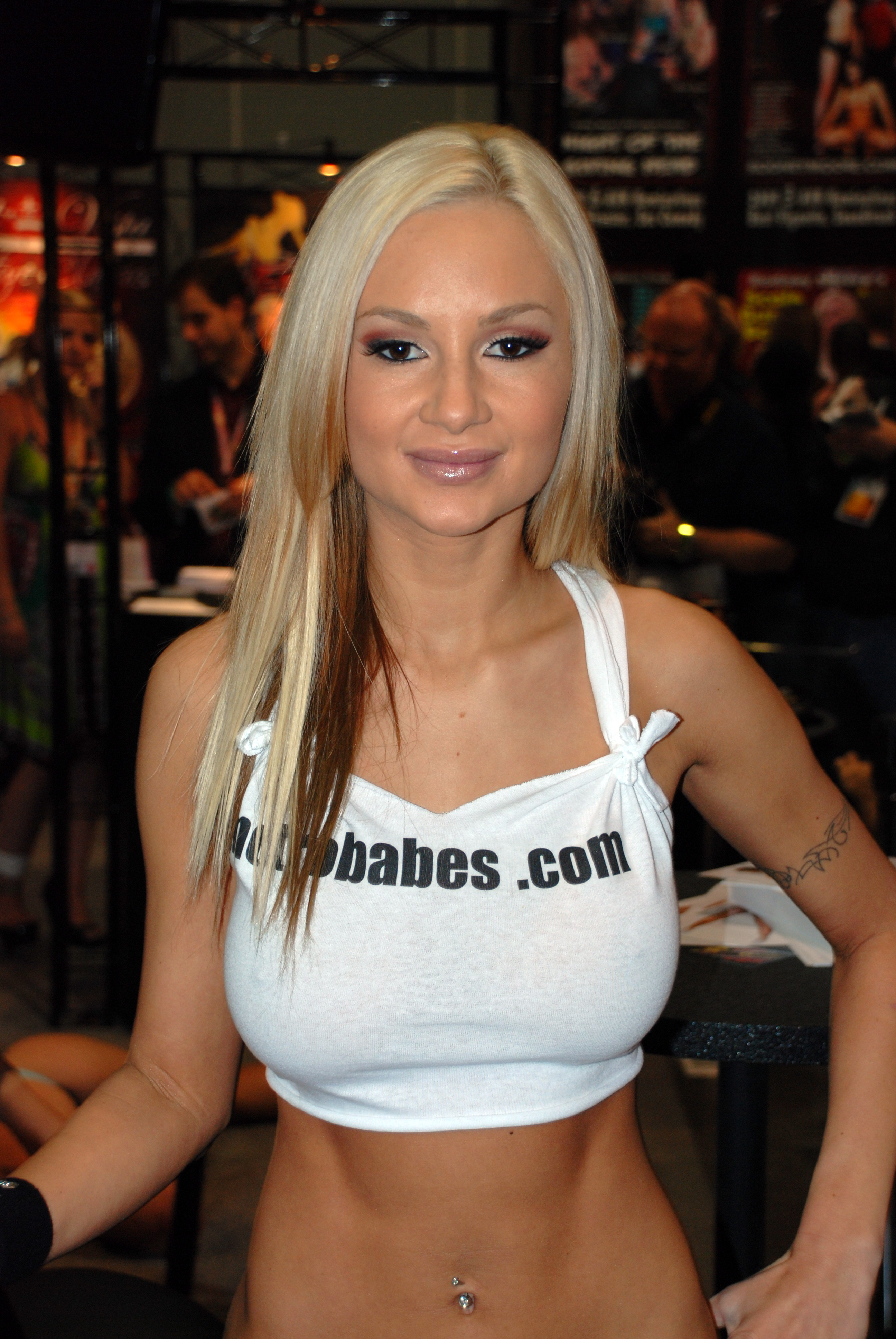
Amy Ried (2009)

Die Internet Adult Film Database (IAFD) listet bis heute (Stand: Januar 2024) 443 Filme, in denen Amy Ried mitgespielt hat. Außerdem listet die IAFD 3 Filme auf, in denen sie Regie geführt hat.
- My Plaything: Amy Ried
- Big Wet Tits 3 & 7
- Big Wet Asses 13
- Bang Bus 30
- Fishnets 5
- Boob Bangers 4
- Breast Worship 1
- Strap Attack 5
- Addicted to Boobs
- Boobaholics Anonymous 2
- I Love Amy
- Meet the Twins 3
- Pussyman’s Decadent Divas 27
- Riedality
- Candy Ass
- Car Wash Girls 2
- 2006: Slut Puppies 2
- 2007: Jack’s Big Tit Show 4
- 2008: Swimsuit Calendar Girls 1
- 2009: 30 Rock: A XXX Parody
- 2009: Cleavagefield
- 2010: Busty Cops and the Jewel of Denial
- 2010: Busty Cops Go Hawaiian
- 2011: Big Tits at School 12
- 2011: America’s Next Top Model: A XXX Porn Parody
- 2011: Natural
- 2011: Baby Got Boobs 7
- 2011: Oil Overload 5
- 2011: Mandingo Massacre 2
- 2012: Big Tits at Work 16
- 2013: Bra Busters 4

## Auszeichnungen
- 2007: F.A.M.E. Award als „Favorite Female Rookie“
- 2007: AVN Award für „Best Tease Performance“ in My Plaything: Amy Ried [2]
- 2007: AVN Award für „Best Anal Sex Scene – Video“ in Breakin’ ’Em In 9 (mit Vince Vouyer)
- 2008: Adam Film World Guide Award als „Contract Starlet of the Year“
- 2010: AVN Award für „Best Couples Sex Scene“ in 30 Rock: A XXX Parody (mit Ralph Long)[3]